# Daf Yomi
El Daf Yomi (en español: "una página al día") es un método de estudio del Talmud de Babilonia que consiste en leer y estudiar una página de dos caras diariamente. Se tarda siete años y cinco meses aproximadamente en completar la lectura, una vez concluido el ciclo de lectura se vuelve a empezar de nuevo.

## Origen
La idea de hacer participar a judíos de todo el mundo en un estudio simultáneo del Talmud Babilónico surgió en 1923 en el primer congreso mundial de la organización mundial Agudath Israel celebrado en Viena, Austria. Su principal valedor fue el rabino Meir Shapiro. El primer ciclo empezó en el año 5684 según el calendario hebreo (1923 en el calendario gregoriano), como el Talmud de Babilonia tiene 2.711 folios, la duración de un ciclo de lectura es de siete años y cinco meses aproximadamente.

## Siyum HaShas
Decenas de miles de judíos en el mundo estudian con el programa Daf Yomi y más de 300.000 participan en el Siyum HaShas, un evento que celebra la culminación del ciclo de estudio talmúdico.